# Stanley Amuzie
Stanley Amuzie (ur. 28 lutego 1996 w Lagos) – nigeryjski piłkarz występujący na pozycji obrońcy w klubie FC Lugano, do którego jest wypożyczony z Sampdorii oraz w reprezentacji Nigerii. Wychowanek Parmy, w swojej karierze grał także w SC Olhanense. Brązowy medalista Letnich Igrzysk Olimpijskich 2016.